# Benson Koech
Pour les articles homonymes, voir Koech.
Benson Koech (né le 10 novembre 1974) est un athlète kényan, spécialiste du 800 mètres.

## Carrière
Vainqueur des Championnats du monde juniors de 1992, Benson Koech établit la meilleure performance mondiale de l'année 1994 sur 800 mètres en réalisant le temps de 1 min 43 s 17 lors du meeting de Rieti. L'année suivante, il se classe deuxième des Championnats du monde en salle de Barcelone, en 1 min 47 s 51, s'inclinant face au Jamaïcain Clive Terrelonge. Il remporte lors de cette saison la Finale du Grand Prix de Monaco devant le Danois Wilson Kipketer.

### Palmarès
| Date | Compétition                    | Lieu      | Résultat | Épreuve       |
| ---- | ------------------------------ | --------- | -------- | ------------- |
| 1992 | Championnats du monde juniors  | Séoul     | 1er      | 1 min 44 s 77 |
| 1995 | Championnats du monde en salle | Barcelone | 2e       | 1 min 47 s 51 |
| 1995 | Finale du Grand Prix           | Monaco    | 1er      | 1 min 45 s 27 |

### Records
| Épreuve | Performance   | Lieu  | Date         |
| ------- | ------------- | ----- | ------------ |
| 800 m   | 1 min 43 s 17 | Rieti | 28 août 1994 |